# تيريزا بروير
تيريزا بروير (بالإنجليزية: Teresa Brewer)‏ هي مغنية وموسيقية أمريكية، ولدت في 7 مايو 1931 في توليدو في الولايات المتحدة، وتوفيت في 17 أكتوبر 2007 في نيو روتشيل في الولايات المتحدة.

## وصلات خارجية
- الموقع الرسمي
- تيريزا بروير على موقع IMDb (الإنجليزية)
- تيريزا بروير على موقع روتن توميتوز (الإنجليزية)
- تيريزا بروير على موقع ميوزك برينز (الإنجليزية)
- تيريزا بروير على موقع إن إن دي بي (الإنجليزية)
- تيريزا بروير على موقع أول ميوزيك (الإنجليزية)
- تيريزا بروير على موقع ديسكوغز (الإنجليزية)